# 鹿児島のベルナルド

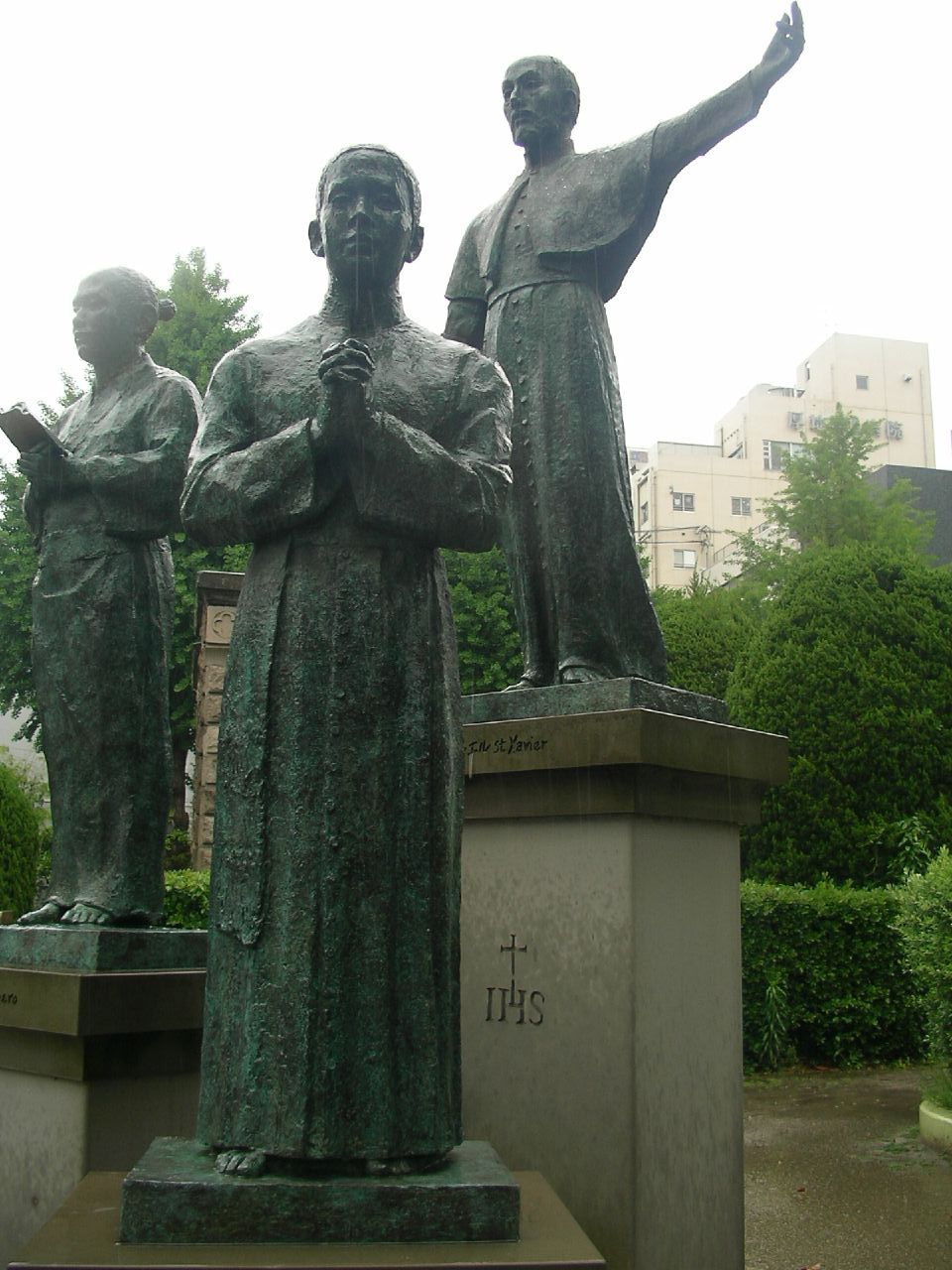
鹿児島のベルナルド（鹿児島市のザビエル公園)

鹿児島のベルナルド（かごしまのベルナルド、? - 1557年3月）は、16世紀の日本人キリシタン。日本人初のヨーロッパ留学生であり、またローマ教皇とも対面した。

## 生涯
鹿児島出身。イエズス会の記録にベルナルドという洗礼名のみ記録され、日本名は知られていない。
1549年8月15日に日本に到来した宣教師のフランシスコ・ザビエルは鹿児島で宣教を行ったが、ベルナルドはザビエルが最初に洗礼を授けた日本人であった。以降2年間、ベルナルドはザビエルに同行してその活動を支え続けた。
1551年11月5日にザビエルが日本を離れると、他の4名の日本人の一人として帯同した（他は大友義鎮の家臣といわれる上田弦佐なる武士と、日本名不明のマテオ（山口出身）、ジョアン、アントニオという青年）。一行はマラッカからコチンをへて、1552年2月にポルトガルの東洋における拠点都市ゴアにたどりついた。同年4月、中国入国を目指すザビエルはベルナルドらと別れてゴアを出帆、上田もこれに同行した。残ったベルナルドとマテオの2人はゴアでイエズス会学校に学んだが、マテオは病死し、他の2人もその後の消息は不明となった。
一人残されたベルナルドは、1553年3月にポルトガルに向けてゴアを出発し、同年9月にリスボンに到着した。長い航海の疲れからベルナルドは病床に伏したが回復し、1554年2月からコインブラの修道院で暮らした。イエズス会員としての養成を受けることになったベルナルドの様子については、長上からローマのイグナチオ・デ・ロヨラのもとに書簡で報告されていたが、ベルナルドの強い信仰心と真摯な姿を聞いたロヨラはベルナルドをローマへ招いた。
ローマ行きの指示を受けたベルナルドは、コインブラを発って1554年7月17日にリスボンを出発、陸路スペインを抜け、バルセロナから船でイタリアにわたった。慣れない土地での長旅はベルナルドの体に負担を与え、ベルナルドは再び体調を崩した。シチリアからナポリを経由したベルナルドがようやくローマに到着したのは1555年1月のはじめであった。ローマにおいてロヨラと対面しただけでなくローマ教皇パウルス4世への謁見をも許された。なお、ローマにおいてロヨラは常にベルナルドの健康を気遣っていたという。
1555年10月18日、ローマを離れたベルナルドは海路スペインに向かい、そこから陸路をとってリスボンに戻ったのは1556年2月12日であった。再びコインブラにやってきたベルナルドはコインブラ大学などで学んでいたが、積年の疲労から再び床に就き、そのまま衰弱して1557年3月のはじめの四旬節に死去した。東洋から来たベルナルドの深い信仰と清い生き方は、ヨーロッパのイエズス会員たちにその死に至るまで大きな感銘を与えた。

## 銅像・記念碑
1999年にザビエル来日450周年を記念して鹿児島に新しいザビエル像が建立されたが、ザビエルの隣りに建てられたのが、ザビエルに愛された青年ベルナルドの像であった。所在地：鹿児島市、ザビエル公園内（画像参照）。